# Primer Gabinete Merkel
Sucede al  Segundo Gabinete Schröder, después de su derrota en las elecciones federales de 18 de septiembre de 2005, y fue sucedido por el Segundo Gabinete Merkel.

## Votación de investidura en elBundestag
|  | 64.7 % |

|  | 32.9 % |

|  | 1.9 % |

|  | 0.2 % |

|  | 0.3 % |

## Composición
| Cargo                                                           | Nombre | Nombre                                      | Partido |
| --------------------------------------------------------------- | ------ | ------------------------------------------- | ------- |
| Canciller federal                                               |        | Angela Merkel                               | CDU     |
| Vicecanciller federal                                           |        | Franz Müntefering hasta 21/11/2007          | SPD     |
| Vicecanciller federal                                           |        | Frank-Walter Steinmeier                     | SPD     |
| Asuntos Exteriores                                              |        | Frank-Walter Steinmeier                     | SPD     |
| Interior                                                        |        | Wolfgang Schäuble                           | CDU     |
| Justicia                                                        |        | Brigitte Zypries                            | SPD     |
| Finanzas                                                        |        | Peer Steinbrück                             | SPD     |
| Economía y Tecnología                                           |        | Michael Glos hasta 10/02/2009               | CSU     |
| Economía y Tecnología                                           |        | Karl-Theodor zu Guttenberg desde 10/02/2009 | CSU     |
| Trabajo y Asuntos sociales                                      |        | Franz Müntefering hasta 21/11/2007          | SPD     |
| Trabajo y Asuntos sociales                                      |        | Olaf Scholz                                 | SPD     |
| Alimentación, Agricultura y Protección al Consumidor            |        | Horst Seehofer hasta 27/10/2008             | CSU     |
| Alimentación, Agricultura y Protección al Consumidor            |        | Ilse Aigner desde 31/10/2008                | CSU     |
| Defensa                                                         |        | Franz Josef Jung                            | CDU     |
| Familia, Tercera Edad, Mujeres y Juventud                       |        | Ursula von der Leyen                        | CDU     |
| Salud                                                           |        | Ulla Schmidt                                | SPD     |
| Transporte, Construcción y Desarrollo Urbano                    |        | Wolfgang Tiefensee                          | SPD     |
| Medio Ambiente, Protección de la Naturaleza y Seguridad Nuclear |        | Sigmar Gabriel                              | SPD     |
| Educación e Investigación                                       |        | Annette Schavan                             | CDU     |
| Cooperación Económica y Desarrollo                              |        | Heidemarie Wieczorek-Zeul                   | SPD     |
| Asuntos Especiales Director de la Cancillería federal           |        | Thomas de Maizière                          | CDU     |

- Datos: Q315863
- Multimedia: Cabinet Merkel I / Q315863